# Taylor Smith (baloncestista)
Taylor Lynn Smith (Schertz (Texas), 23 de julio de 1991) es un exjugador de baloncesto estadounidense . Mide 1,98 metros de altura y ocupaba la posición de pívot.

## Trayectoria

### Universidad
Taylor jugó dos temporadas en McLennan Community College antes de matricularse en Stephen F.Austin (SFA). En su último año en la temporada 2012-13, Smith lideró la División I de la NCAA en porcentaje de tiros de campo después de convertir el 69,4% de sus intentos. 
Tuvo un promedio de 15,7 puntos, 9,2 rebotes y 2,8 tapones por partido y al final de la temporada fue nombrado Jugador del año de la Southland Conference, nombrado en el mejor quinteto y en el mejor equipo de la Southland Conference, elegido en el equipo defensivo de la Southland Conference y nombrado mejor defensor de la conferencia. Unas semanas más tarde, Smith También fue nombrado mención honorable All-American por Associated Press.

### Profesional
En 2013 tras acabar su periplo universitario, firmó con el Montakit Fuenlabrada de la Liga Endesa pero le cortaron en la pretemporada. Encontró acomodo en Grecia en esa misma temporada y fichó por el Kolossos Rodou BC donde permaneció hasta 2015. Promedió 7,7 puntos, 5,5 rebotes y 1,3 tapones por partido en 55 partidos jugados.
En el verano de 2015 firma con el Orasi Ravenna de la segunda división italiana.
En 2017 firma por el BCM Gravelines en el que jugaría durante dos temporadas, que se saldan con 9 puntos y 6,2 rebotes por partido, que suben hasta 10,5 puntos y 7 rebotes por encuentro en su segunda temporada en la máxima competición francesa. 
En verano de 2019, firma por Nanterre 92 para disputar la PRO A y la Eurocup por primera vez.
El salto le sienta bien. En 21 minutos en la Pro A, Smith promedia 7,4 puntos y 4,5 rebotes, números que mejoran a 8,8 y 5,4 en competición europea.
En la temporada 2020-21, firma por el KK Mornar Bar para jugar la ABA Liga y la Eurocup.
El 4 de agosto de 2022 fichó por el Scaligera Verona de la Lega Basket Serie A italiana.